# Regional Mexican Albums
A Billboard Regional Mexican Albums é uma parada musical publicada semanalmente através da revista Billboard, a qual nomeia os discos mais vendidos baseando-se em número de vendas recolhidos pela Nielsen SoundScan. Desde 1985, nesta categoria em específico, a lista é composta pelos vinte discos mais vendidos de gêneros considerados como músicas regionais mexicanas, entre elas o mariachi, norteño, banda e música tejana. Amor Prohibido (1994) de Selena é o disco que passou mais tempo na primeira posição da tabela, com 96 semanas não consecutivas. Jenni Rivera detém o recorde de número de discos a alcançar o topo da tabela, com 9 álbuns ao total.